# Hartheim am Rhein
Hartheim del Rin es un municipio en el distrito de Brisgovia-Alta Selva Negra en Baden-Wurtemberg, Alemania.